# 伯明罕 (印地安納州蒂珀卡努縣)
伯明翰（英語：Birmingham）是位於美國印地安納州蒂珀卡努縣的一個非建制地區。該地的面積和人口皆未知。

## 地理
伯明翰海拔高度為604英呎。而該地所採用的時區為UTC-5，即北美東部時區（EST）。同時該地設有夏令時間，為UTC-5調快一小時，即UTC-4（EDT）。